# Victor Zilberman (bokser)
Victor Zilberman (ur. 20 września 1947 w Bukareszcie) – rumuński bokser, medalista igrzysk olimpijskich w 1976 i dwukrotny wicemistrz Europy.
Startował w wadze półśredniej (do 67 kg). Wystąpił na igrzyskach olimpijskich w 1968 w Meksyku, gdzie po wygraniu dwóch walk uległ w ćwierćfinale późniejszemu wicemistrzowi Josephowi Bessali z Kamerunu. Na mistrzostwach Europy w 1969 w Bukareszcie zdobył srebrny medal po wygraniu czterech pojedynków (w tym ćwierćfinałowego z mistrzem olimpijskim Manfredem Wolke z NRD) i porażce w finale z Güntherem Meierem z RFN. Odpadł w ćwierćfinale na mistrzostwach Europy w 1971 w Madrycie po przegranej z późniejszym mistrzem Jánosem Kajdim z Węgier. Przegrał pierwszą walkę z Davidem Jacksonem z Ugandy na igrzyskach olimpijskich w 1972 w Monachium.
Zdobył srebrny medal na mistrzostwach Europy w 1975 w Katowicach, gdzie wygrał trzy pojedynki, a w finale pokonał go Kalevi Marjamaa z Finlandii. Na igrzyskach olimpijskich w 1976 w Montrealu zdobył brązowy medal po wygraniu dwóch walk i porażce w półfinale z późniejszym mistrzem Jochenem Bachfeldem z NRD.
Zilberman był mistrzem Rumunii w wadze półśredniej w latach 1968–1974 i w wadze lekkośredniej (do 71 kg) w 1975.
Po igrzyskach olimpijskich w 1976 pozostał w Kanadzie. Jego syn David Zilberman był reprezentantem Kanady w zapasach, uczestnikiem igrzysk olimpijskich w 2008 w Pekinie.